# 球花豆
球花豆（学名：Parkia timoriana）为豆科球花豆属下的一个种。